# Gagea sivasica
Gagea sivasica là một loài thực vật có hoa trong họ Liliaceae. Loài này được Hamzaoglu mô tả khoa học đầu tiên năm 2008.